# Thomas Bayes
  Thomas Bayes    (Londres, 1702 - Royal Tunbridge Wells, 17 d'abril de 1761) fou un matemàtic anglès del segle xviii conegut pel seu treball sobre probabilitat condicionada publicat de forma pòstuma.

## Vida
No es coneix del cert la data i el lloc de naixement de Thomas Bayes. Per l'edat en que diuen que va morir, va néixer el 1701 o començaments de 1702, probablement a Hertfordshire on el seu pare, Joshua Bayes, va ser ministre presbiterià fins al 1706. Thomas va ser el més gran dels seus set fills. Joshua Bayes va ser molt conegut en els sectors dels religiosos  no-conformistes
Thomas Bayes va rebre la seva primera educació a casa i, potser, en alguna de les acadèmies no-conformistes de Londres. A continuació va anar a la universitat d'Edimburg on va cursar estudis de teologia, ja que les universitats angleses (com Oxford o Cambridge) no admetien estudiants no-conformistes.
En acabar els seus estudis va retornar al sud, però es desconeixen els detalls de la seva vida de la dècada següent.

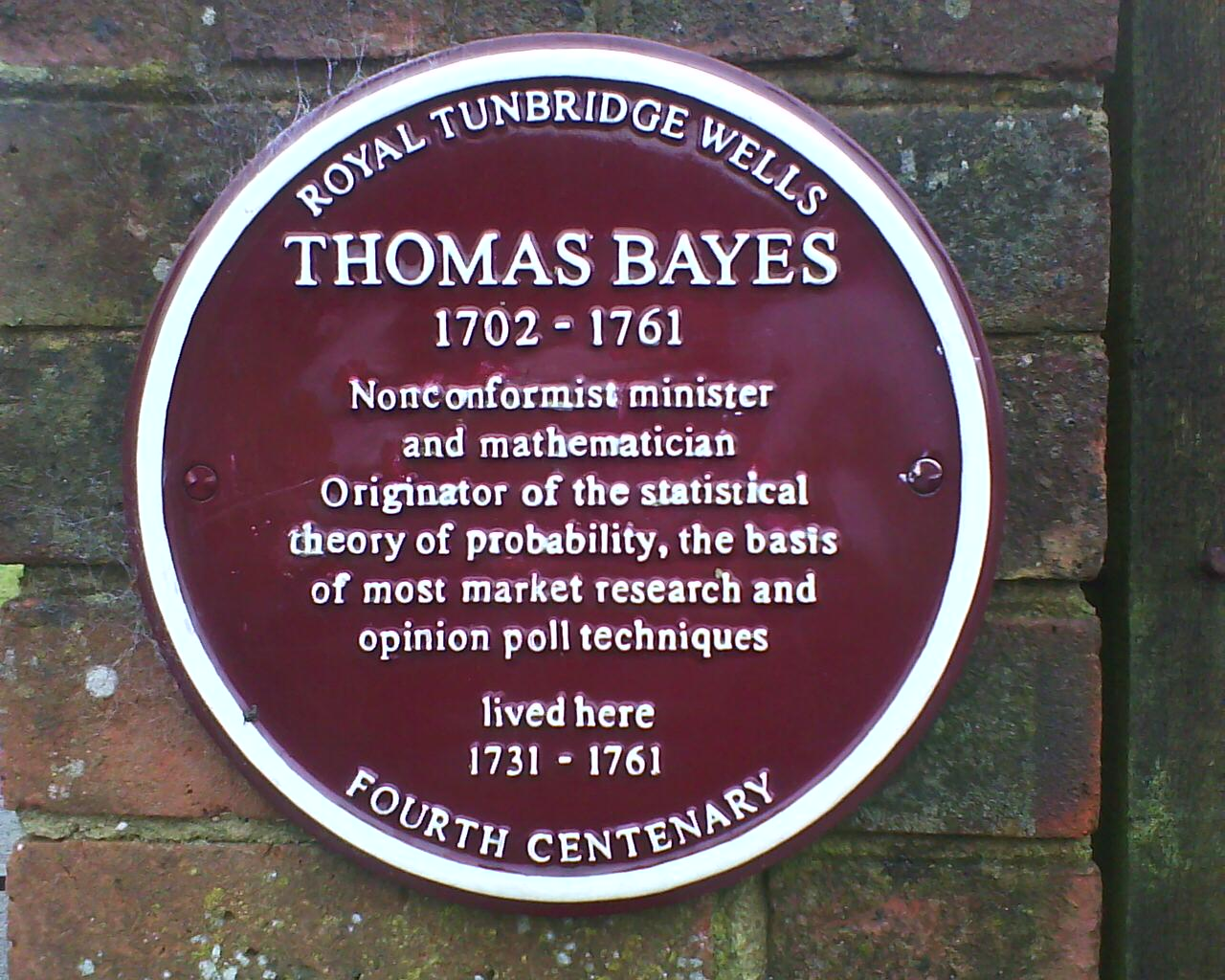
Placa commemorativa al que va ser el seu domicili a Tunbrige Wells.

A partir aproximadament de 1730 va ser rector de l'església presbiteriana de Royal Tunbridge Wells, una localitat uns cinquanta quilòmetres al nord de Londres, i en la que va residir fins a la seva mort.

## Obra
Bayes va publicar anònimament dos tractats en vida, un teològic i l'altre matemàtic:
- 1731 Divine Benevolence, or an Attempt to Prove That the Principal End of the Divine Providence and Government is the Happiness of His Creatures[7]
- 1736 An Introduction to the Doctrine of Fluxions, and a Defence of the Mathematicians Against the Objections of the Author of The Analyst, que és una defensa de les matemàtiques newtonianes contra els atacs de Berkeley.[8]

Però l'escrit pel que és més conegut és el seu An Essay towards solving a problem in the Doctrine of Chances publicat de forma pòstuma el 1763 als Philosophical Transactions, gràcies a la intervenció del seu amic Richard Price i en el que es presenta per primera vegada un cas particular del que avui coneixem com teorema de Bayes.
També es conserven altres manuscrits seus sobre sèries infinites i altres aspectes matemàtics, alguns dels quals de recent publicació.

### Teorema de Bayes
La solució de Bayes al problema de "probabilitat inversa" fou presentat al Essay Towards Solving a Problem in the Doctrine of Chances (1764), publicat pel seu amic Richard Price a Philosophical Transactions of the Royal Society of London després de la seva mort.
Aquest escrit conté un cas particular del Teorema de Bayes, tot i que es considera que Bayes només el va plantejar i en va fer un esbós de solució i que el teorema, pròpiament dit, el va demostrar Laplace el 1774.
A les primeres dècades del segle xviii, molts problemes sobre la probabilitat de certs esdeveniments foren resolts. Per exemple, donat un cert nombre de boles blanques i negres en una urna, quina és la probabilitat de treure'n una de negra? Aquests problemes són coneguts com a problemes de probabilitat directa. L'atenció aviat es va centrar en l'invers d'aquest problema: donat que una o més boles han estat obtingudes, què es pot dir del nombre de boles blanques i negres que hi ha a l'urna? L'escrit de Bayes conté la seva solució a un problema similar, que va proposar Abraham de Moivre, autor de The Doctrine of Chances (1718).
Addicionalment a l'escrit on solucionava aquest problema, també es publicà un escrit sobre sèries asimptòtiques després de la seva mort.

### Bayes i bayesianisme
La probabilitat bayesiana és el nom que es dona a diverses interpretacions similars del que és la probabilitat, que tenen en comú que la noció de probabilitat és com una creença en comptes d'una freqüència. Aquest fet permet aplicar les lleis de probabilitat a tota mena de proposicions en comptes de limitar-se a certes condicions. El mot bayesià ha estat emprat amb aquest sentit des de 1950, aproximadament.
No és clar si el mateix Bayes hauria estat d'acord amb la interpretació tan general que avui en dia s'anomena bayesiana. És difícil avaluar el punt de vista filosòfic de Bayes sobre la probabilitat, des de l'evidència directa en el seu escrit, que no entra en qüestions d'interpretació.
A l'escrit, Bayes defineix probabilitat de la següent manera (Definició 5):
La probabilitat de qualsevol esdeveniment és la divisió entre el valor pel que una esperança que depèn que l'esdeveniment succeeixi hauria d'ésser calculada, i la possibilitat que el que s'espera estigui succeint
La moderna teoria de la utilitat diria que la utilitat esperada és la probabilitat d'un event multiplicada per la recompensa que s'obtindria si l'event succeís. Solucionant aquesta equació trobem que la probabilitat és igual a la definició de Bayes. Tal com Stigler indica, aquesta és una definició subjectiva, i no requereix l'ocurrència repetida d'esdeveniments. Tot i així, requereix que l'esdeveniment en qüestió sigui observable, ja que altrament mai es podria dir que ha "succeït" (hi ha gent que argumenta, però, que alguns esdeveniments poden succeir sense que siguin observables).
Per tant, es pot argumentar, tal com fa Stigler, que Bayes veia els seus resultats d'una forma més limitada que els bayesians moderns. Donada la definició de probabilitat de Bayes, el seu resultat sobre el paràmetre d'una distribució binomial només té sentit si un pot apostar en les seves conseqüències observables.